# Otto Pfeiffer (Künstler)
Otto Pfeiffer (* 5. November 1882 in Mülhausen; † 6. November 1955 in Sarreguemines) war ein deutscher Glasmaler und Maler, der auch in Frankreich, Tschechien, Holland und Österreich tätig war. Neben der Malerei beschäftigte er sich auch mit dem Entwerfen von Kristallobjekten wie Vasen und Gläsern.

## Leben und Werk
Pfeiffer entdeckte schon im Alter von drei Jahren seine Leidenschaft fürs Zeichnen. Fortan verbrachte er so viel Zeit damit, dass sein Vater ihm dies verbot. Seine Mutter setzte sich jedoch für ihn ein und unterstützte ihn finanziell, sodass er ab seinem 14. Lebensjahr Kurse an der Zeichenschule Mühlhausen absolvierte. Später studierte er dann an der École supérieure des arts décoratifs in Straßburg. Anschließend war er sieben Jahre in Wien tätig. 1914 richtete er sein Atelier für Glasmalerei in Haida (heute Nový Bor) ein und unternahm zahlreiche Studienreisen nach Polen, Italien und Holland. Später beschäftigte er sich auch mit der Tier-, Jagd- und Landschaftsmalerei. Von 1930 bis 1933 lebte und arbeitete er in Prag, danach bis 1939 im Elsass sowie in Holland und kehrte dann nach Haida zurück. 1948 zog er ins damals lothringische Sarreguemines, wo er seine letzten Lebensjahre verbrachte. 
Seine Kunstwerke wurden regelmäßig im Wallraf-Richartz-Museum in Köln sowie in der Kunsthalle Düsseldorf ausgestellt. Viele seiner Werke befinden sich in Privatsammlungen oder sind in Museen in Frankreich, Italien und Deutschland ausgestellt.
Otto Pfeiffer hatte mit seiner Frau Rosalie drei Kinder: Walter, Willy und Margarethe. Seine Tochter Margarethe Gerth-Pfeiffer organisierte für ihren Vater Ausstellungen in ganz Europa und machte es sich nach dessen Tod zur Aufgabe, die Kunstwerke ihres Vaters zu sammeln. Teile der entstandenen Sammlung können seit 1996 im Otto-Pfeiffer-Museum in Freusburg, dem Geburtsort seiner Mutter, besichtigt werden. Dort befinden sich auch Werke seines Schwiegersohnes Henk Gerth.